# Drava (Vogelschutzgebiet)
Das europäische Vogelschutzgebiet Drava liegt auf dem Gebiet der Städte Dravograd, Radlje ob Dravi, Ruše, Maribor, Ptuj und Ormoz im Nordosten Sloweniens. Das etwa 100 km² große Vogelschutzgebiet umfasst das gesamte slowenische Drautal von der österreichischen bis zur kroatischen Grenze.  Auf kroatischer Seite wird das Schutzgebiet als Vogelschutzgebiet Dravske akumulacije weitergeführt.

## Schutzzweck
Folgende Vogelarten sind für das Gebiet gemeldet; Arten, die im Anhang I der Vogelschutzrichtlinie geführt sind, sind mit * gekennzeichnet:
| Bild                 | Anhang I | EU Code | Art                  | wissenschaftlicher Name      |
| -------------------- | -------- | ------- | -------------------- | ---------------------------- |
| Teichrohrsänger      |          | A297    | Teichrohrsänger      | Acrocephalus scirpaceus      |
| Flussuferläufer      |          | A168    | Flussuferläufer      | Actitis hypoleucos           |
| Eisvogel             | *        | A229    | Eisvogel             | Alcedo atthis                |
| Stockente            |          | A053    | Stockente            | Anas platyrhynchos           |
| Knäkente             |          | A055    | Knäkente             | Anas querquedula             |
| Schnatterente        |          | A051    | Schnatterente        | Anas strepera                |
| Blässgans            | *        | A395    | Blässgans            | Anser albifrons flavirostris |
| Graugans             |          | A043    | Graugans             | Anser anser                  |
| Tafelente            |          | A059    | Tafelente            | Aythya ferina                |
| Reiherente           |          | A061    | Reiherente           | Aythya fuligula              |
| Moorente             | *        | A060    | Moorente             | Aythya nyroca                |
| Schellente           |          | A067    | Schellente           | Bucephala clangula           |
| Flussregenpfeifer    |          | A136    | Flussregenpfeifer    | Charadrius dubius            |
| Weißbart-Seeschwalbe | *        | A196    | Weißbart-Seeschwalbe | Chlidonias hybridus          |
| Trauerseeschwalbe    | *        | A197    | Trauerseeschwalbe    | Chlidonias niger             |
| Weißstorch           | *        | A031    | Weißstorch           | Ciconia ciconia              |
| Rohrweihe            | *        | A081    | Rohrweihe            | Circus aeruginosus           |
| Kornweihe            | *        | A082    | Kornweihe            | Circus cyaneus               |
| Wiesenweihe          | *        | A084    | Wiesenweihe          | Circus pygargus              |
| Wachtel              |          | A113    | Wachtel              | Coturnix coturnix            |
| Schwarzspecht        | *        | A236    | Schwarzspecht        | Dryocopus martius            |
| Silberreiher         |          | A027    | Silberreiher         | Egretta alba                 |
| Seidenreiher         | *        | A026    | Seidenreiher         | Egretta garzetta             |
| Halsbandschnäpper    | *        | A321    | Halsbandschnäpper    | Ficedula albicollis          |
| Blässhuhn            |          | A125    | Blässhuhn            | Fulica atra                  |
| Sterntaucher         | *        | A001    | Sterntaucher         | Gavia stellata               |
| Seeadler             | *        | A075    | Seeadler             | Haliaeetus albicilla         |
| Stelzenläufer        | *        | A131    | Stelzenläufer        | Himantopus himantopus        |
| Zwergdommel          | *        | A022    | Zwergdommel          | Ixobrychus minutus           |
| Neuntöter            | *        | A338    | Neuntöter            | Lanius collurio              |
| Steppenmöwe          |          | A459    | Steppenmöwe          | Larus cachinnans             |
| Sturmmöwe            |          | A182    | Sturmmöwe            | Larus canus                  |
| Schwarzkopfmöwe      | *        | A176    | Schwarzkopfmöwe      | Larus melanocephalus         |
| Zwergmöwe            | *        | A177    | Zwergmöwe            | Larus minutus                |
| Lachmöwe             |          | A179    | Lachmöwe             | Larus ridibundus             |
| Rohrschwirl          |          | A292    | Rohrschwirl          | Locustella luscinioides      |
| Zwergsäger           |          | A068    | Zwergsäger           | Mergus albellus              |
| Gänsesäger           |          | A070    | Gänsesäger           | Mergus merganser             |
| Schwarzmilan         | *        | A073    | Schwarzmilan         | Milvus migrans               |
| Wespenbussard        | *        | A072    | Wespenbussard        | Pernis apivorus              |
| Zwergscharbe         | *        | A393    | Zwergscharbe         | Phalacrocorax pygmeus        |
| Kampfläufer          | *        | A151    | Kampfläufer          | Philomachus pugnax           |
| Fitis                |          | A316    | Fitis                | Phylloscopus trochilus       |
| Grauspecht           | *        | A234    | Grauspecht           | Picus canus                  |
| Kleines Sumpfhuhn    | *        | A120    | Kleines Sumpfhuhn    | Porzana parva                |
| Tüpfelsumpfhuhn      | *        | A119    | Tüpfelsumpfhuhn      | Porzana porzana              |
| Wasserralle          |          | A118    | Wasserralle          | Rallus aquaticus             |
| Beutelmeise          |          | A336    | Beutelmeise          | Remiz pendulinus             |
| Uferschwalbe         |          | A249    | Uferschwalbe         | Riparia riparia              |
| Flussseeschwalbe     | *        | A193    | Flussseeschwalbe     | Sterna hirundo               |
| Bruchwasserläufer    | *        | A166    | Bruchwasserläufer    | Tringa glareola              |
| Rotschenkel          |          | A162    | Rotschenkel          | Tringa totanus               |
| Kiebitz              |          | A142    | Kiebitz              | Vanellus vanellus            |